# Hydrolagus eidolon
Hydrolagus eidolon (volgens sommige auteurs dezelfde soort als Hydrolagus purpurescens) is een vis uit de familie kortneusdraakvissen. De vis komt voor in het noordwestelijk deel van de Grote Oceaan in de buurt van Japan. Over deze soort en zijn status als aparte soort bestaat geen consensus.